# Pluriball

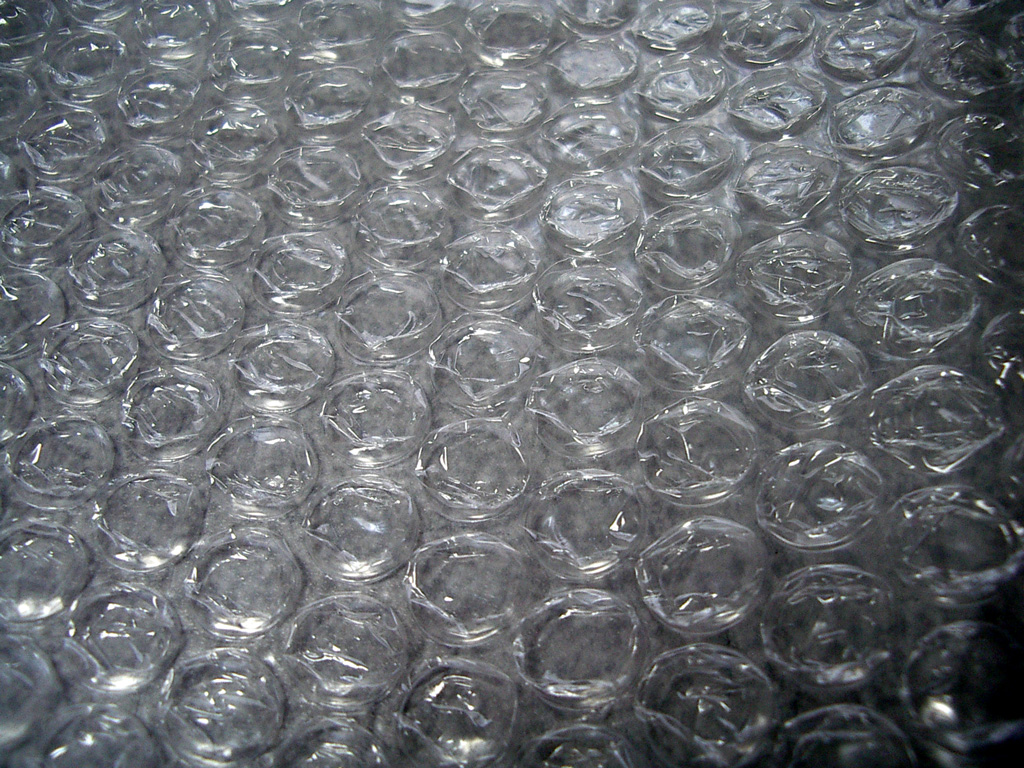
Un foglio di pluriball

Il pluriball, detto anche multiball o millebolle (in inglese bubble wrap o airball) è un tipo di imballo ammortizzante.

## Storia
Creato da due ingegneri, Alfred Fielding e Marc Chavannes nel 1957, come molte innovazioni fu accidentale.
La storia inizia in un garage di Hawthorne, New Jersey, dove i due ingegneri stavano cercando di fare una carta da parati in plastica con supporto di carta. Sorprendentemente, questo prodotto non ebbe successo, ma ben presto si resero conto che la loro invenzione poteva essere utilizzata come materiale per l'imballaggio e come antistress. Più tardi la coppia fondò la Sealed Air Corporation nel 1960.

## Caratteristiche
È molto usato per proteggere dagli urti oggetti fragili; in commercio, ve ne sono di diversi tipi e categorie: varia la grammatura (30 g/m² - 300 g/m²) e la dimensione delle bolle (piccole ø10mm, grandi ø30mm o microbolle).
La grammatura standard è di 115 gr/m², e si possono produrre bobine in altezza fino a 300 cm. Il millebolle standard può essere fornito anche in fogli a misura o in rotoli pretagliati. 
La grammatura "leggera", varia dai 30 g/m² fino ai 90 g/m².
I vantaggi della grammatura leggera sono un minor peso e un minor ingombro della bobina, un costo a metro quadro più basso, e una minore immissione di materiali da imballaggio nel ciclo dei recuperi (da cui deriva una minore spesa in contributi CONAI).
Il millebolle in grammatura leggera viene anche abbinato ad un foglio in politene alta densità, per creare un millebolle a tre strati, con la bolla a sandwich fra due strati lisci: questa applicazione viene utilizzata per realizzare buste e sacchetti.
Oltre che con il polietilene HD, il millebolle a grammatura viene accoppiato anche ad altri materiali, quali la carta, il cartene,  il FOAM (polietilene espanso), il tessuto o l'alluminio, così da adattarsi meglio alle esigenze dell'utilizzatore.
Nel confezionamento industriale è usato anche un pluriball di colore rosato, che ha la caratteristica aggiuntiva di essere antistatico, proteggendo come imballaggio schede e apparecchiature elettroniche o informatiche da cariche elettrostatiche che potrebbero danneggiarle.

## Altri utilizzi
Il pluriball è spesso utilizzato come antistress, facendo esplodere le bolle d'aria premendole.